# ガイジンカインス

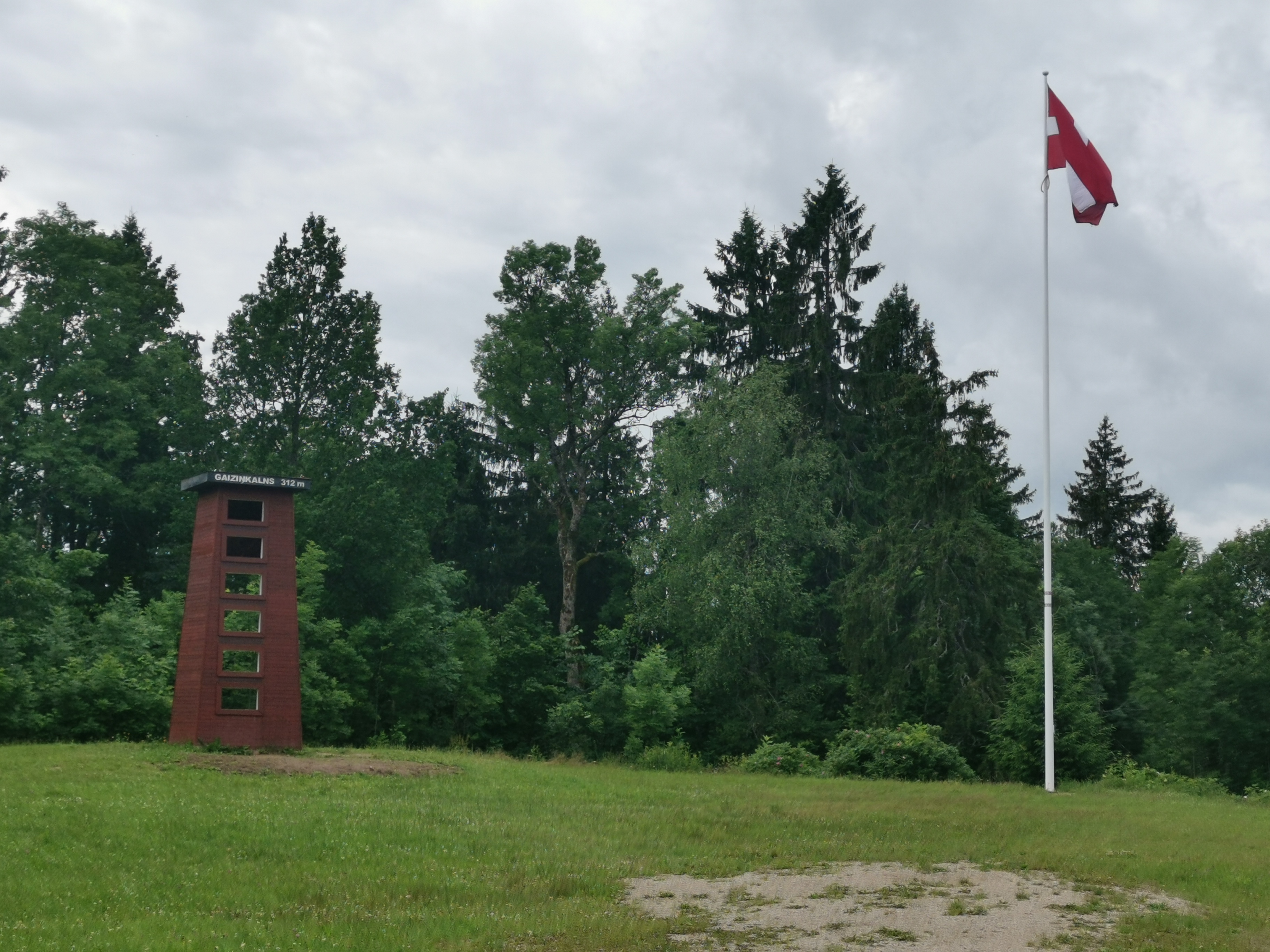
ガイジンカインスの頂上。左にあるのは展望台のレプリカ。

ガイジンカルンス（ラトビア語: Gaiziņkalns）はラトビア中央部のヴィドゼメ地方マドナ市に位置する丘。省略してガイジンス（Gaiziņš）とも呼ばれる。同国の最高地点で、標高は311.94メートル。なお2016年に再測定されるまでは311.6メートルだとされていた。
ガイジンカルンスは3つのゲレンデといくつかのゲストハウスを持つスキー場が開発されている。

## 展望台
1978年に高さ51メートルの展望台の建設がガイジンカインスの頂上に計画された。1982年より建設工事は始まったが、資金難によって41メートルのところで工事は中止された。未完成の展望台は人気のスポットとなり、侵入する観光客が後を絶たなかった。また展望台の基礎に欠陥が判明したため、工事を続けることも不可能だと判断された。こうした安全性の問題から、展望台はラトビア軍によって2012年12月14日に爆破解体された。その後、跡地には展望台のレプリカが設置された。

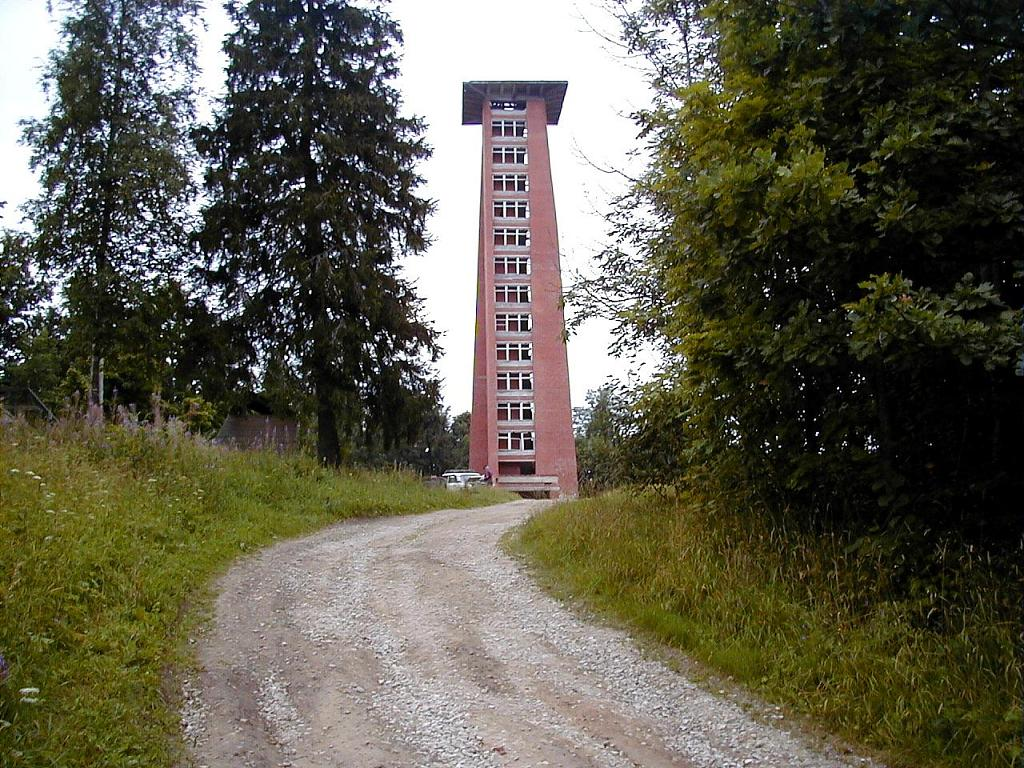
在りし日の展望台
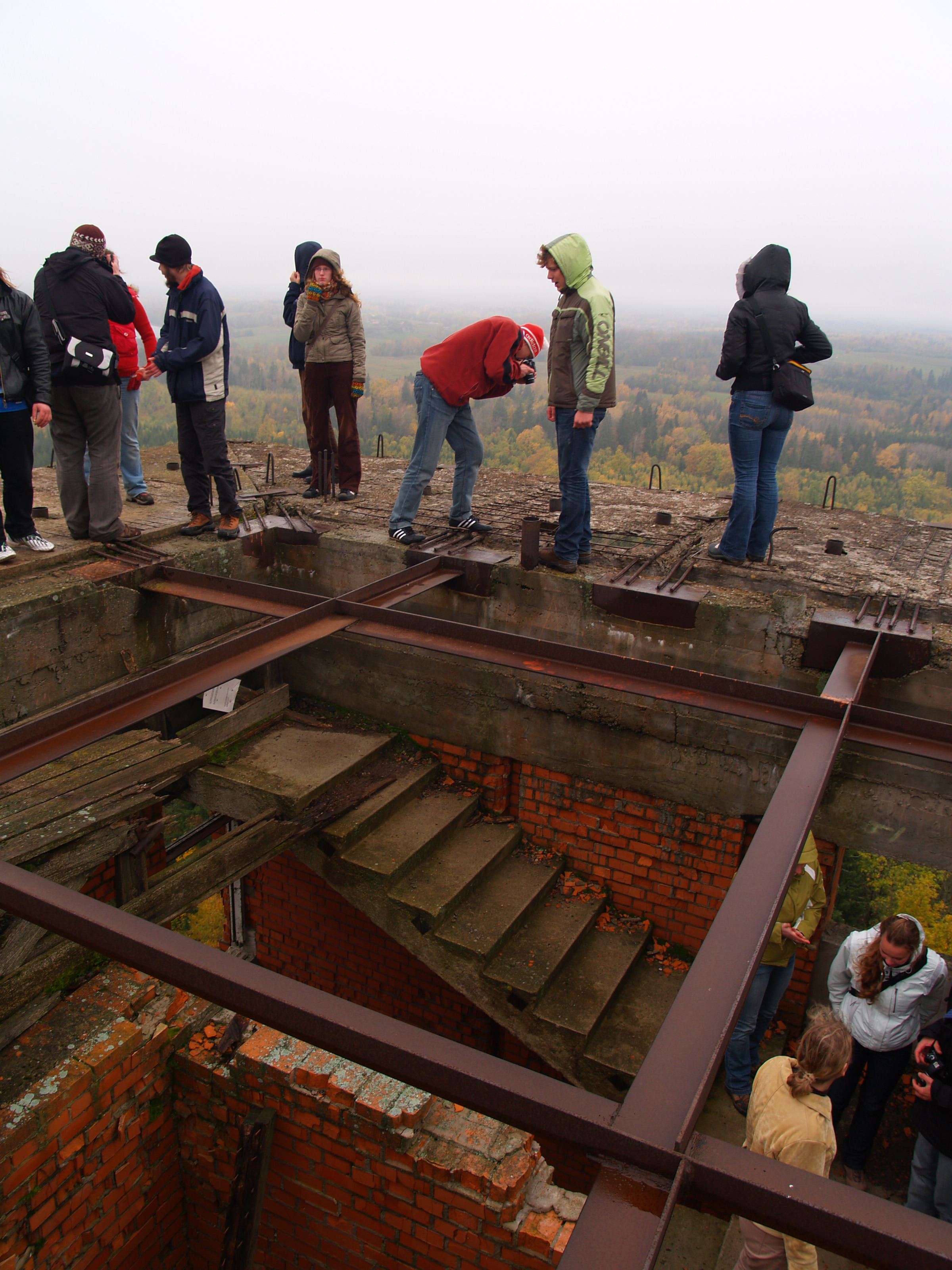
展望台の内部
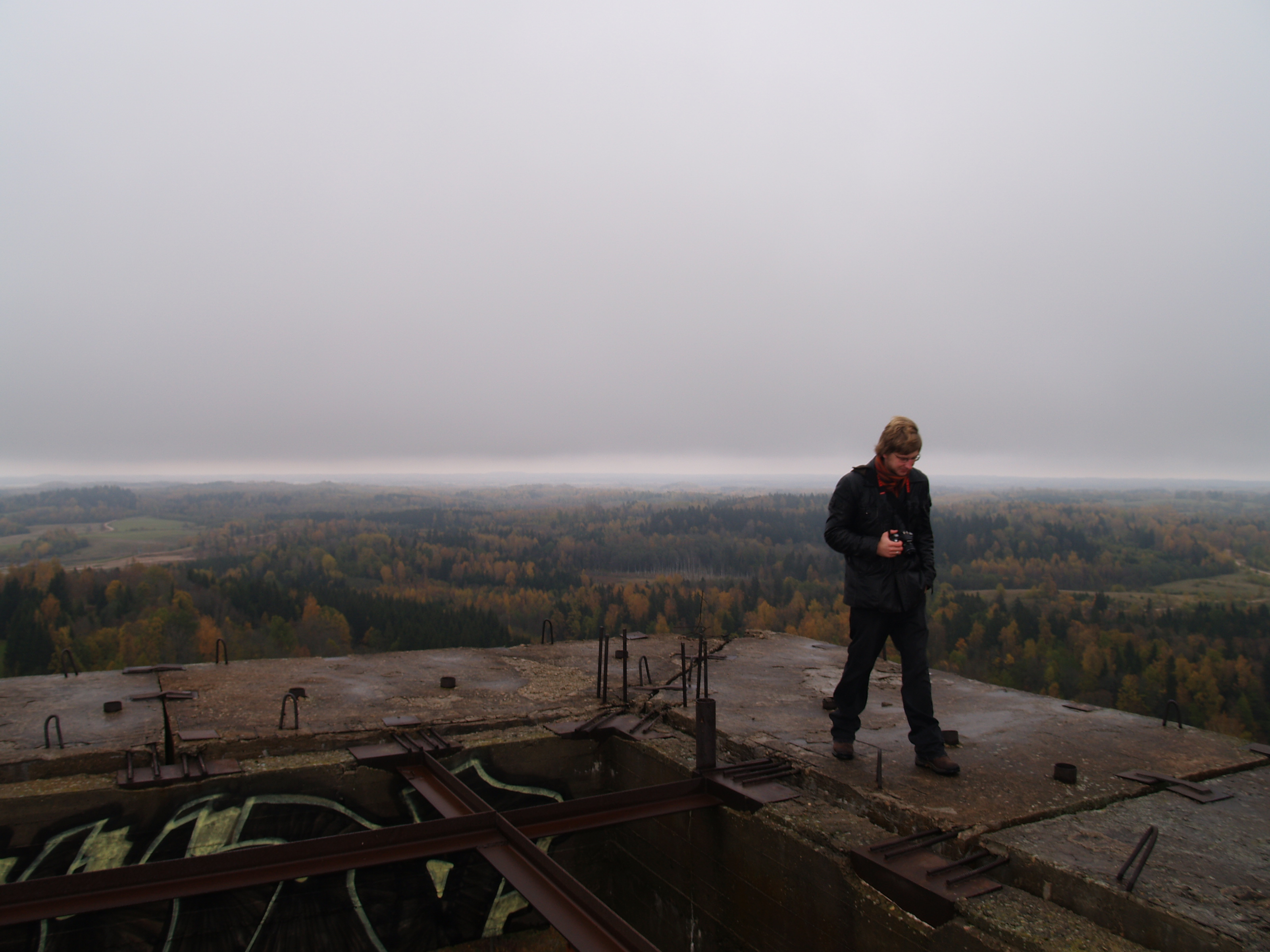
展望台からの眺め
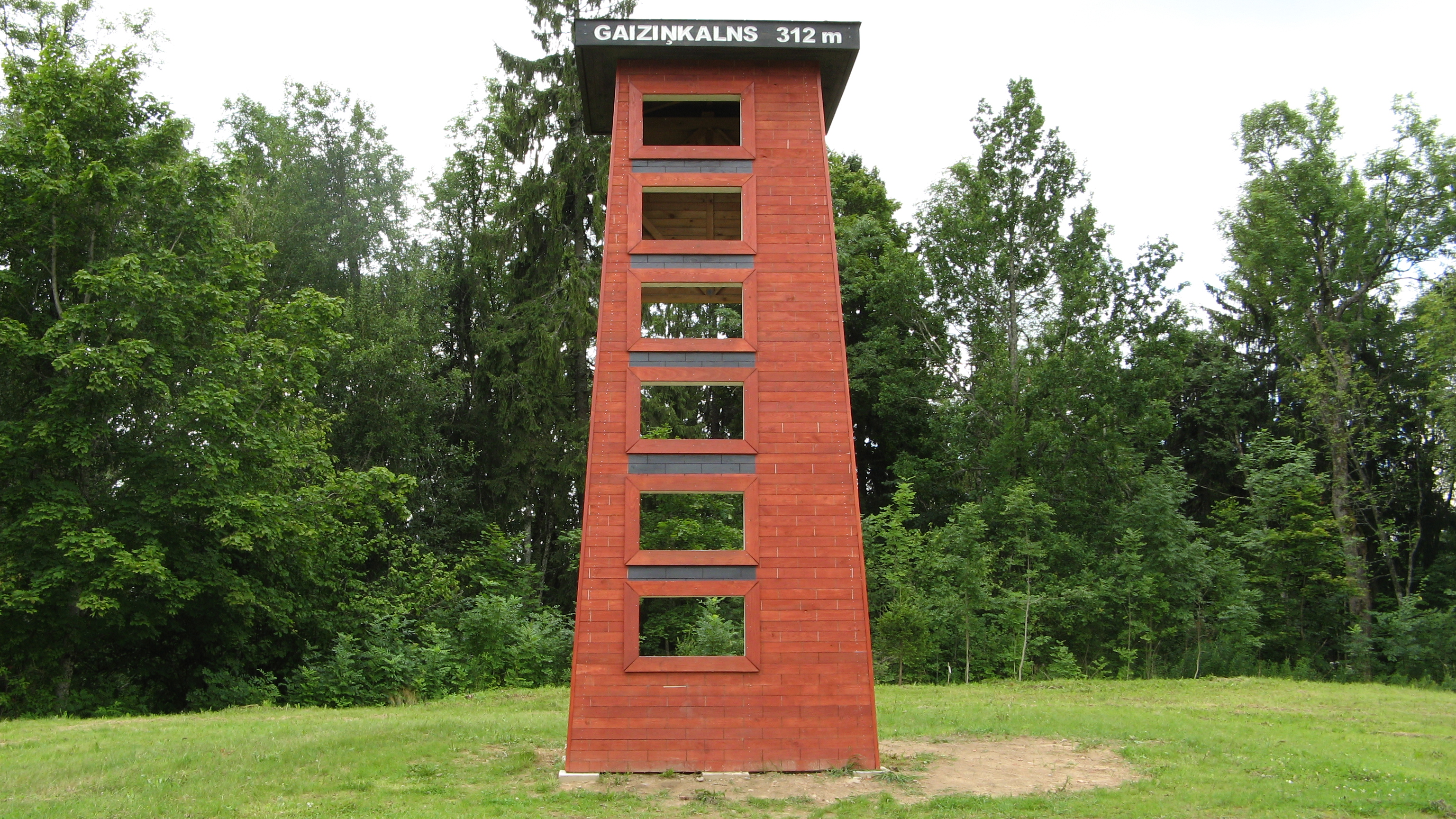
展望台のレプリカ